# Мідвей (Джорджія)
Мідвей (англ. Midway) — місто (англ. city) в США, в окрузі Ліберті штату Джорджія. Населення — 2141 особа (2020).

## Географія
Мідвей розташований за координатами 31°48′4″ пн. ш. 81°25′0″ зх. д. / 31.80111° пн. ш. 81.41667° зх. д. (31.801003, -81.416664).  За даними Бюро перепису населення США в 2010 році місто мало площу 16,71 км², з яких 16,54 км² — суходіл та 0,17 км² — водойми.

## Демографія
Згідно з переписом 2010 року, у місті мешкала 2121 особа в 678 домогосподарствах у складі 527 родин. Густота населення становила 127 осіб/км².  Було 792 помешкання (47/км²).
Расовий склад населення:
| - 47,1 % — білих - 46,6 % — чорних або афроамериканців - 1,1 % — азіатів - 0,3 % — корінних американців - 1,7 % — осіб інших рас |

До двох чи більше рас належало 3,2 %. Частка іспаномовних становила 5,2 % від усіх жителів.
За віковим діапазоном населення розподілялося таким чином: 29,6 % — особи молодші 18 років, 61,4 % — особи у віці 18—64 років, 9,0 % — особи у віці 65 років та старші. Медіана віку мешканця становила 33,8 року. На 100 осіб жіночої статі у місті припадало 93,3 чоловіків;  на 100 жінок у віці від 18 років та старших — 91,8 чоловіків також старших 18 років.
Середній дохід на одне домашнє господарство  становив 65 400 доларів США (медіана — 58 846), а середній дохід на одну сім'ю — 66 980 доларів (медіана — 63 333). Медіана доходів становила 45 625 доларів для чоловіків та 39 000 доларів для жінок. За межею бідності перебувало 10,4 % осіб, у тому числі 19,5 % дітей у віці до 18 років та 0,0 % осіб у віці 65 років та старших.
Цивільне працевлаштоване населення становило 844 особи. Основні галузі зайнятості: освіта, охорона здоров'я та соціальна допомога — 20,1 %, публічна адміністрація — 17,5 %, роздрібна торгівля — 14,5 %, мистецтво, розваги та відпочинок — 12,7 %.